# Wilec

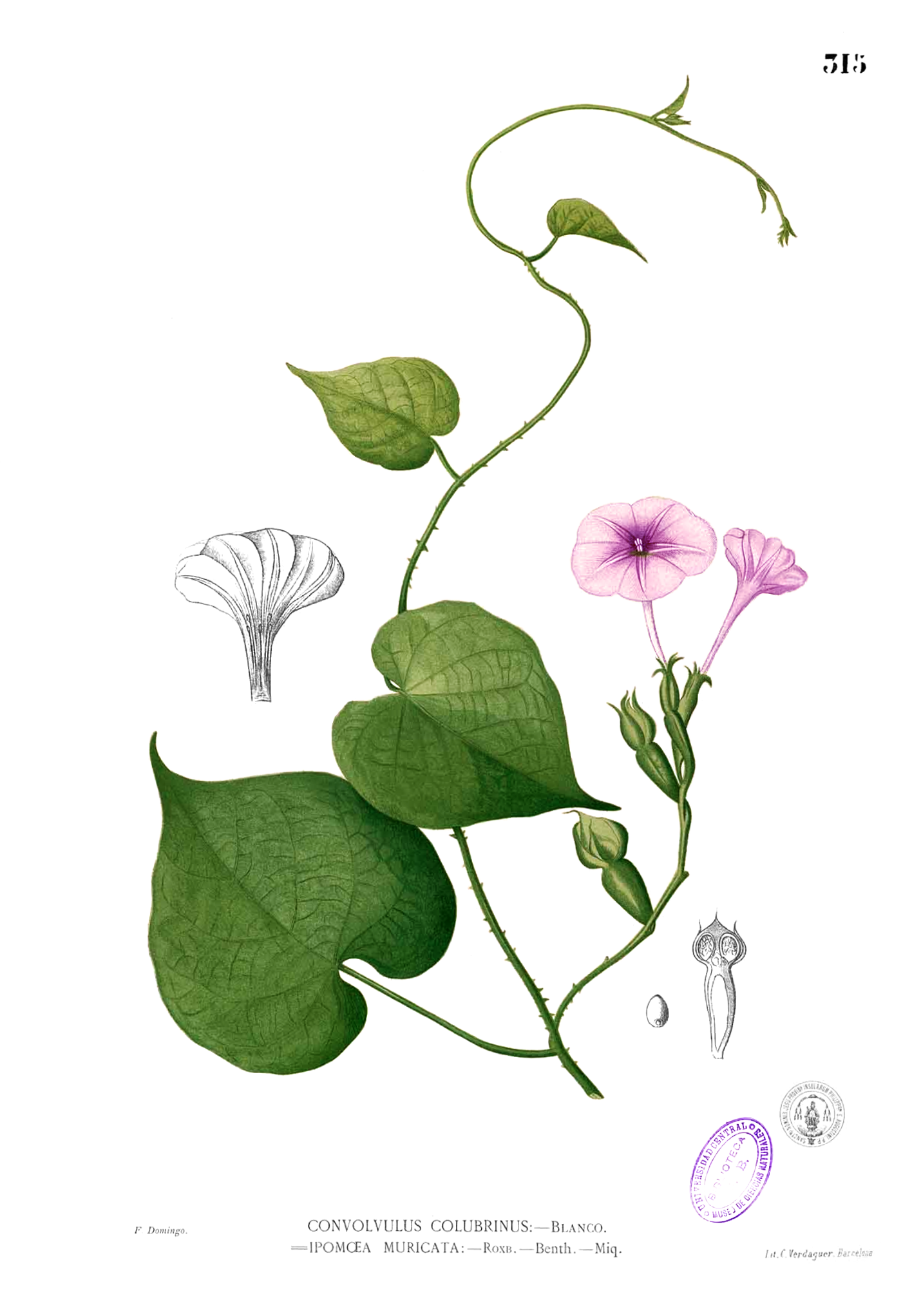
Morfologia (I. capillacea)

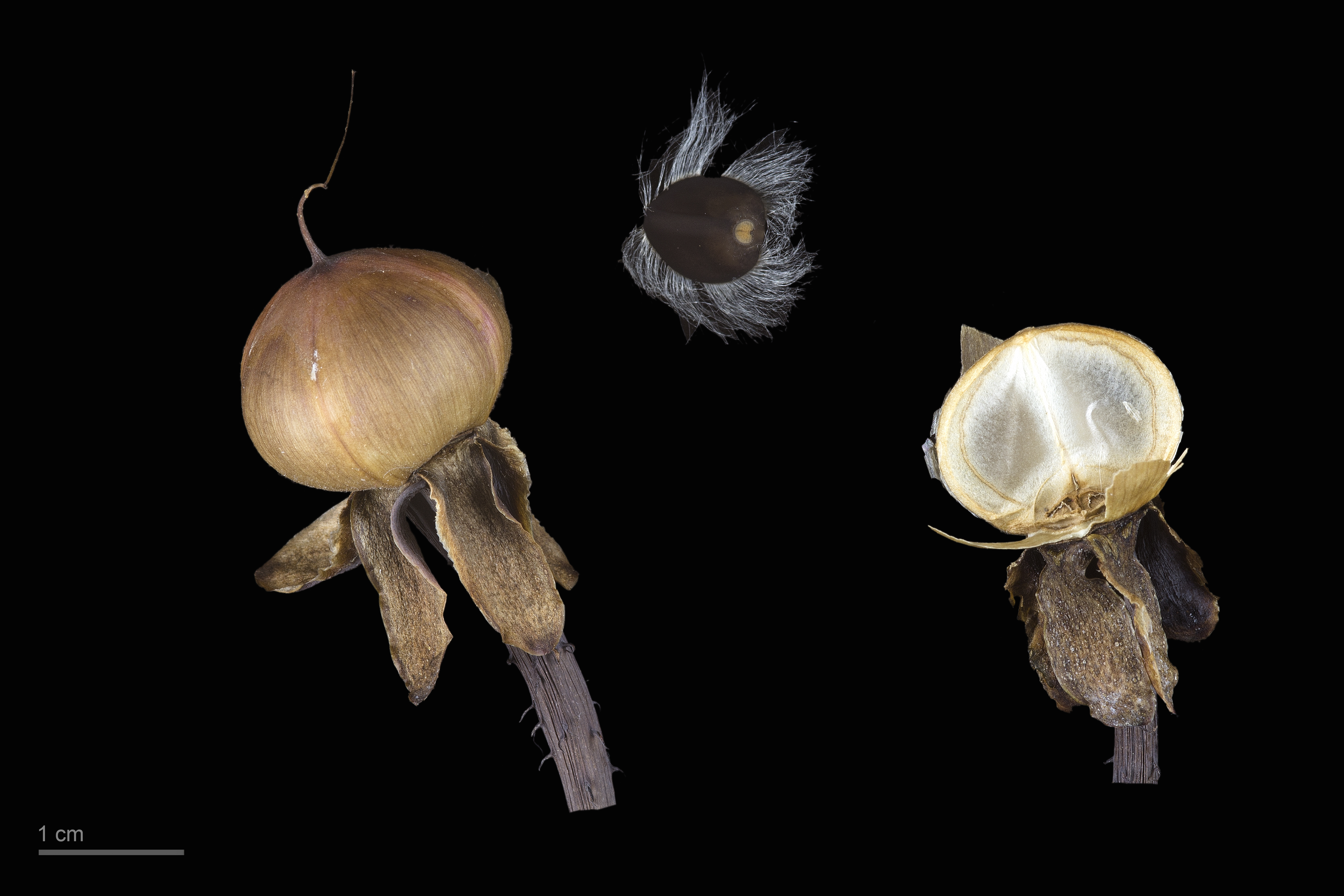
Owoc i nasiono Ipomoea setosa

Wilec (Ipomoea L.) – rodzaj roślin zielnych (głównie pnączy) z rodziny powojowatych. Obejmuje ok. 650 gatunków. Występują one na różnych kontynentach, głównie jednak na obszarach gorących i ciepłych, przy czym 300 gatunków pochodzi z kontynentów amerykańskich. Do ważnych roślin użytkowych należy wilec ziemniaczany, batat (I. batatas). Jadalne pędy ma wilec wodny (I. aquatica). Liczne gatunki uprawiane są jako ozdobne (zwłaszcza wilec trójbarwny I. tricolor). W Polsce uprawiany jest zwłaszcza wilec purpurowy (I. purpurea). Rośliny z tego rodzaju bywają mylone z powojem i kielisznikiem.

## Morfologia
PokrójNajczęściej pnącza o długości pędów do 15 m, rzadziej niewielkie drzewa do 5 m wysokości i byliny o pędach wzniesionych, płożących lub pływających.
LiścieSkrętoległe, ogonkowe, całobrzegie, dłoniastodzielne lub pierzastodzielne.
KwiatyDuże lub małe, osadzone zazwyczaj pojedynczo w kątach liści, czasem w kwiatostanach wierzchotkowych lub groniastych kilku lub wielokwiatowych. Działki kielicha równe lub różnej wielkości, trwałe, powiększające się podczas owocowania. Płatki korony są lejkowato, dzwonkowato lub koliście zrośnięte, na brzegu koliste lub z niewielkimi 5 klapami, z wyraźnymi paskami biegnącymi wzdłuż środków płatków. Korona ma barwę białą, niebieską, fioletową, czerwoną, pomarańczową, rzadko żółtą. Pręcików jest 5, o nitkach często nierównej długości, przylegających do szyjki słupka. Zalążnia górna, dwu- lub czterokomorowa, zawierającą po 1–2 zalążki w każdej z komór. Słupek pojedynczy, nitkowaty, zwieńczony jest okazałym, główkowatym znamieniem.
OwoceKuliste lub jajowate torebki zawierające do czterech (rzadko do 6) nasion gładkich lub omszonych.

## Systematyka
Rodzaj z plemienia Ipomoeeae w podrodzinie Convolvuloideae. Dzieli się na trzy podrodzaje Eriospermum, Ipomoea i Quamoclit, te z kolei na liczne sekcje i serie.
Wykaz gatunków